# Creu d'Einstein
La Creu d'Einstein o Q2237+030 o QSO 2237+0305 és un quàsar que té la llum corbada per la influència gravitatòria d'altres objectes massius, creant el fenomen conegut com a lent gravitatòria. El quàsar es pot observar quatre cops en una sola imatge degut a aquest fenomen. El seu nom fa referència al físic Albert Einstein, que va predir la capacitat de la gravetat per corbar la llum en la seva teoria de la relativitat general.
Segons el desplaçament cap al roig, el quàsar es troba a uns 8 mil milions d'anys llum de la Terra. Es troba a la constel·lació del Pegàs, a les coordenades 22h 40m 30.3s, +3° 21′ 31″.
En principi, la Creu d'Einstein és visible des de la Terra, però es necessita una nit extremadament fosca i clara, sense cap mena de contaminació lumínica, i amb un telescopi amb una apertura de 45 cm com a mínim.

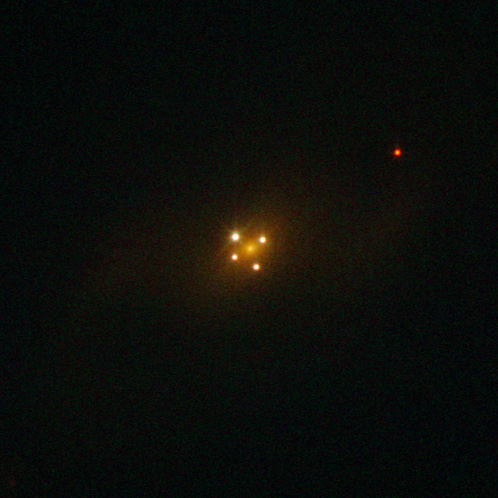
La Creu d'Einstein fotografiada pel telescopi espacial Hubble.